# Croce di Salven
Il passo di Croce di Salven (Crùs de Shàlven in camuno bornese) è un valico alpino situato a 1.108 m s.l.m. che mette in comunicazione la Val di Scalve con l'altopiano di Borno, tributario della media Val Camonica.
È lo spartiacque tra il bacino del Trobiolo e quello del fiume Dezzo, entrambi affluenti dell'Oglio, e si presenta come un'ampia sella tra i rilievi montuosi della Corna di San Fermo (2327 m) a nord, e i contrafforti nord-occidentali del Monte Altissimo (1703 m) a sud, ammantati di foreste di abeti.
La strada che risale sino al valico dal versante camuno è una provinciale (SP BS 5) che si stacca dall'ex Strada statale 345 delle Tre Valli nell'abitato di Malegno e attraversa i centri di Ossimo Inferiore e Borno, mantenendosi ampia e agevole. La pendenza media è del 5,6% e quella massima dell'11%, che la strada tocca esattamente nell'attraversamento dell'abitato di Borno.
Sul versante scalvino la strada si snoda in parte in territorio bergamasco e prende il nome di SP BG 59. I primi 3 km, sino alla piccola frazione di Dosso (950 m) sono in forte pendenza (sino al 10%), a cui seguono 2,5 km in falsopiano che terminano in corrispondenza del confine con la provincia di Brescia. Una breve rampa conduce al minuscolo paese di Paline (1050 m), frazione di Borno, quindi al valico. L'intera salita dal versante scalvino, pur offrendo panorami notevoli, è caratterizzata da sede stradale stretta, curve a corto raggio e fondo sconnesso.
Il valico vero e proprio è identificato da una vetusta croce in pietra bianca; attorno ad esso sono sorte negli ultimi decenni numerose abitazioni ad uso turistico e qualche albergo.
Nelle vicinanze, oltre a un buon numero di malghe e baite che costellano gli ampi pascoli presenti sul fondo della vallata, si trovano i ruderi di un vecchio sanatorio (dedicato alla cura delle malattie polmonari infantili) realizzato nel 1929 sotto il regime fascista. Tale struttura, danneggiata da un incendio nel 1943, è da tempo abbandonata e tra di essa e la strada si è sviluppato un fitto bosco che l'ha nascosta alla vista; è di proprietà della Provincia di Cremona e dell'ASL di Vallecamonica, che ne hanno ipotizzato un recupero, sia vendendo il terreno a privati, sia cedendone una parte a una ONLUS per farne un centro riabilitazione per bambini affetti da gravi patologie.
Famosa la leggenda che riguarderebbe un cane randagio nella zona attorno al paese di Borno, che tutti gli abitanti ricordano tutt’ora come “Mino, il cane gobbo di Borno.” (non si conosce l’esatta origine del nome.) Si narra che sin dai primi anni della costruzione del Sanatorio Bonoris in mezzo al bosco in zona Croce di Salven, gli abitanti e i turisti avvistavano spesso un animale dalle sembianze di un lupo, ma che date le dimensioni era presumibilmente un cane meticcio, dalle orecchie particolarmente sviluppate.  Varie testimonianze, anche odierne, raccontano di una particolare postura gobba del cane, che pareva assumere ogni qualvolta lo si avvistava per poi sparire nei boschi. Nessuno sostiene di averlo mai avvicinato, ma molte persone testimoniavano di sognarlo spesso, e di ricevere messaggi importanti proprio dal cane Mino, come la previsione del famoso incendio del 1943, comunicato in sogno alla perpetua del paese. Questa storia si è protratta con testimonianze e avvistamenti fino alla chiusura del Sanatorio, avvenuta negli anni ‘60, pertanto divenne leggenda, in quanto pare incredibile come un cane randagio abbia potuto vivere così a lungo.